# Leonardo Dutra
Leonardo Dutra Ferreira (Anápolis, 29 de marzo de 1996) es un jugador de balonmano brasileño que juega de central en el Al-Ahli. Es internacional con la selección de balonmano de Brasil.
Su primer gran campeonato con la selección fue el Campeonato Mundial de Balonmano Masculino de 2017.

## Palmarés

### Selección nacional
| Juegos Panamericanos                      | Juegos Panamericanos | Juegos Panamericanos | Juegos Panamericanos |
| Año                                       | Lugar                | Medalla              |                      |
| ----------------------------------------- | -------------------- | -------------------- | -------------------- |
| 2023                                      | Santiago de Chile    | Medalla de plata     |                      |
| Campeonato Panamericano                   |                      |                      |                      |
| Año                                       | Lugar                | Medalla              |                      |
| 2018                                      | Groenlandia          | Medalla de plata     |                      |
| Campeonato Sudamericano y Centroamericano |                      |                      |                      |
| Año                                       | Lugar                | Medalla              |                      |
| 2022                                      | Brasil               | Medalla de oro       |                      |
| 2024                                      | Buenos Aires         | Medalla de oro       |                      |

### RK Vardar
- Copa de Macedonia del Norte de balonmano (1): 2023

## Clubes
| Club                 | País                | Año       |
| -------------------- | ------------------- | --------- |
| EC Pinheiros         | Brasil              | 2015-2017 |
| BM Ciudad Encantada  | España              | 2017-2020 |
| Orlen Wisła Płock    | Polonia             | 2020-2021 |
| BM Ciudad de Logroño | España              | 2021-2023 |
| RK Vardar            | Macedonia del Norte | 2023      |
| Al-Ahli              | Arabia Saudita      | 2023-Act. |